# Cho Min-kook
Cho Min-kook (ur. 5 lipca 1963 w Seulu) – południowokoreański piłkarz występujący na pozycji obrońcy.

## Kariera klubowa
Cho karierę rozpoczynał w 1982 roku w drużynie z Korea University. W 1986 roku trafił do klubu Lucky-Goldstar Hwangso. W tym samym roku wywalczył z nim wicemistrzostwo Korei Południowej. W 1989 roku ponownie został z zespołem z Seulu wicemistrzem Korei Południowej. W 1990 roku zdobył z nim mistrzostwo Korei Południowej. W 1991 roku Lucky-Goldstar Hwangso zmienił nazwę na LG Cheetahs. W 1992 roku Cho wystąpił z drużyną w finale Pucharu Ligi Południowokoreańskiej, jednak została tam pokonana przez ekipę Ilhwa Chunma. W tym samym roku Cho zakończył karierę.

## Kariera reprezentacyjna
W reprezentacji Korei Południowej Cho zadebiutował w 1983 roku. W 1986 roku został powołany do kadry na Mistrzostwa Świata. Zagrał na nich w meczach z Argentyną (1:3) oraz Bułgarią (1:1). Tamten mundial Korea Południowa zakończyła na fazie grupowej. W 1988 roku Cho uczestniczył w Letnich Igrzyskach Olimpijskich. W tym samym roku zajął z drużyną narodową 2. miejsce w Pucharze Azji.
W 1990 roku ponownie znalazł się w kadrze na Mistrzostwa Świata. Wystąpił na nich w meczu z Belgią (0:2), a Korea Południowa odpadła z turnieju po fazie grupowej. W latach 1983–1991 w drużynie narodowej Cho rozegrał w sumie 46 spotkań i zdobył 5 bramek.